# Mary Davey
Mary Davey (3 juin 1832 – 2 octobre 1940) était une centenaire britannique et la personne la plus âgée connue au Royaume-Uni à sa mort.

## Biographie
Mary Davey est née à Clayton, dans le Sussex, au Royaume-Uni, le 3 juin 1832 et y a été baptisée le 12 mai 1833. Elle ne s'est jamais mariée et a travaillé comme aide-boulangère pendant plus de 70 ans, jusqu'à son 90e anniversaire. Le 14 novembre 1935, à l'âge de 103 ans, Mary Davey a voté aux élections générales britanniques de 1935.
Mary Davey est devenue la personne la plus âgée connue au Royaume-Uni le 12 octobre 1938, après le décès de Rachel Swain, âgée de 108 ans et originaire de Flitwick, dans le Bedfordshire. Elle a conservé ce titre jusqu'à sa propre mort, le 2 octobre 1940, à l'âge de 108 ans et 121 jours. Elle a été remplacée comme personne la plus âgée du Royaume-Uni par Thomas Pope.